# Resolution 46/86 der UN-Generalversammlung
Die Resolution 46/86 der UN-Generalversammlung wurde am 16. Dezember 1991 von der UN-Generalversammlung während deren 46. Sitzungsperiode verabschiedet. Mit ihr wurde die umstrittene Resolution 3379, die Zionismus als Form von Rassismus verurteilt und Israel in eine Reihe mit Südafrika zur Zeit der Apartheid und Rhodesien gestellt hatte, zurückgenommen.

## Inhalt der Resolution
Der Text der Resolution bestand nur aus einem einzigen Satz:

“The General Assembly Decides to revoke the determination contained in its resolution 3379 (XXX) of 10 November 1975.”

„Die Generalversammlung beschließt, die in ihrer Resolution 3379 (XXX) vom 10. November 1975 enthaltene Feststellung zu widerrufen.“

## Abstimmungsverhalten
Die Resolution wurde mit 111 gegen 25 Stimmen bei 13 Enthaltungen angenommen. 17 Staatenvetreter nahmen nicht an der Abstimmung teil. Es stimmten vor allem islamische Länder gegen die Resolution.
| Votum      | Zahl | Staaten | Stimmen in Prozent | in Prozent der UN-Mitgliedsstaaten |
| ---------- | ---- | --- | ------------------ | ---------------------------------- |
| Ja         | 111  | Albanien, Antigua und Barbuda, Argentinien, Australien, Bahamas, Barbados, Belarus, Belgien, Belize, Benin, Bhutan, Bolivien, Botswana, Brasilien, Bulgarien, Burundi, Chile, Costa Rica, Dänemark, Deutschland, Dominika, Dominikanische Republik, Ecuador, El Salvador, Elfenbeinküste, Estland, Fidschi, Finnland, Frankreich, Gabun, Gambia, Grenada, Griechenland, Guatemala, Guyana, Haiti, Honduras, Indien, Irland, Island, Israel, Italien, Jamaika, Japan, Jugoslawien, Kambodscha, Kamerun, Kanada, Kap Verde, Kenia, Kolumbien, Demokratische Republik Kongo, Republik Kongo, Lesotho, Lettland, Liberia, Liechtenstein, Litauen, Luxemburg, Madagaskar, Malawi, Malta, Marshall-Inseln, Mexiko, Mikronesien, Mongolei, Mosambik, Namibia, Nepal, Neuseeland, Nicaragua, Niederlande, Nigeria, Norwegen, Österreich, Panama, Papua-Neuguinea, Paraguay, Peru, Philippinen, Polen, Portugal, Rumänien, Ruanda, Saint Kitts und Nevis, Saint Lucia, Salomonen, Sambia, Samoa, São Tomé und Príncipe, Schweden, Seychellen, Sierra Leone, Singapur, Sowjetunion, Spanien, St. Vincent und die Grenadinen, Südkorea, Suriname, Swasiland, Thailand, Togo, Tschechoslowakei, Ukraine, Ungarn, Uruguay, Venezuela, Vereinigte Staaten, Vereinigtes Königreich, Zentralafrikanische Republik, Zypern | 74,5 %             | 66,9 %                             |
| Nein       | 25   | Afghanistan, Algerien, Bangladesch, Brunei Darussalam, Indonesien, Irak, Iran, Jemen, Jordanien, Katar, Kuba, Libanon, Libyen, Malaysia, Mali, Mauretanien, Nordkorea, Pakistan, Saudi-Arabien, Somalia, Sri Lanka, Sudan, Syrien, Vereinigte Arabische Emirate, Vietnam | 16,8 %             | 15,1 %                             |
| Enthaltung | 13   | Angola, Äthiopien, Burkina Faso, Ghana, Laos, Malediven, Mauritius, Myanmar, Simbabwe, Tansania, Trinidad und Tobago, Türkei, Uganda | 8,7 %              | 7,8 %                              |
| Abwesend   | 17   | Ägypten, Äquatorialguinea, Bahrain, Tschad, Volksrepublik China, Dschibuti, Guinea, Guinea-Bissau, Komoren, Kuwait, Marokko, Niger, Oman, Senegal, Südafrika, Tunesien, Vanuatu | –                  | 6,2 %                              |
| Gesamt     | 166  | – | 100,0 %            | 100,0 %                            |

Der US-amerikanische Präsident George H. W. Bush hatte sich in einer Ansprache am 23. September 1991 vor der UN-Vollversammlung für die Annahme der Resolution starkgemacht.
Das israelische Außenministerium erklärte, dass Israel seine Teilnahme an der Madrider Friedenskonferenz 1991 von der Rücknahme der Resolution 3379 abhängig gemacht habe.